# سکارا برای
سِکارا بِرای سکونت‌گاهی پیشاتاریخی بازمانده از دوران نوسنگی است واقع در جزیرهٔ مِین‌لند از مجمع‌الجزایرِ اورکنیِ اسکاتلند. این سکونت‌گاه شامل هشت خانهٔ کشیدهٔ سنگی می‌شود که بین سال‌های ۳۱۸۰ (پ.م) و ۲۵۰۰ (پ.م) در آن‌ها زندگی جریان داشته. خانه‌های سکارا بِرای با کوچه‌ای کوچک و سنگی به هم متصل می‌شوند و تشکیل ارگانیسمی فشرده می‌دهند. به تخمین باستان‌شناسان، جمعیت سکارا بِرای در بزرگترین اندازه‌اش به صد نفر می‌رسیده.
سکارا بِرای در بین آثار بازمانده از اروپای دوران نوسنگی منحصر به فرد است، چرا که به‌سبب دفن شدن در شن به شکل شگفت‌انگیزی سالم باقی مانده و بابت معلوماتی که دربارهٔ سبک زندگی انسان در آن عصر به‌دست می‌دهد «پمپئی اسکاتلندی» خوانده شده‌است.
سکارا بِرای در پی تندبادی سخت در زمستان سال ۱۸۵۰ کشف شد. تندبادی دیگر در سال ۱۹۲۴ به یکی از خانه‌ها آسیب رساند و لزوم کاوش در سکارا بِرای و محافظت از آن را نمایان ساخت. در اواخر دههٔ ۱۸۵۰ و در سال‌های ۱۹۲۸–۱۹۳۰ کاوش‌هایی در سکارا بِرای انجام شد، ولی تا دههٔ ۱۹۷۰ بررسی باستان‌شناسانهٔ دقیقی در آن صورت نگرفت.
در سال ۱۹۹۹ یونسکو سکارا بِرای را به همراه میزهو، سنگ‌های ایستادهٔ استِنِس، و حلقهٔ برودگار تحت عنوان «قلب ارکنی نوسنگی» به فهرست میراث جهانیش افزود. امروزه این اثر یکی از پنج مکان اسکاتلند در این فهرست است و مدیریت آن را مؤسسهٔ محیط زیست تاریخی اسکاتلند بر عهده دارد.

## کشف و کاوش‌های اولیه

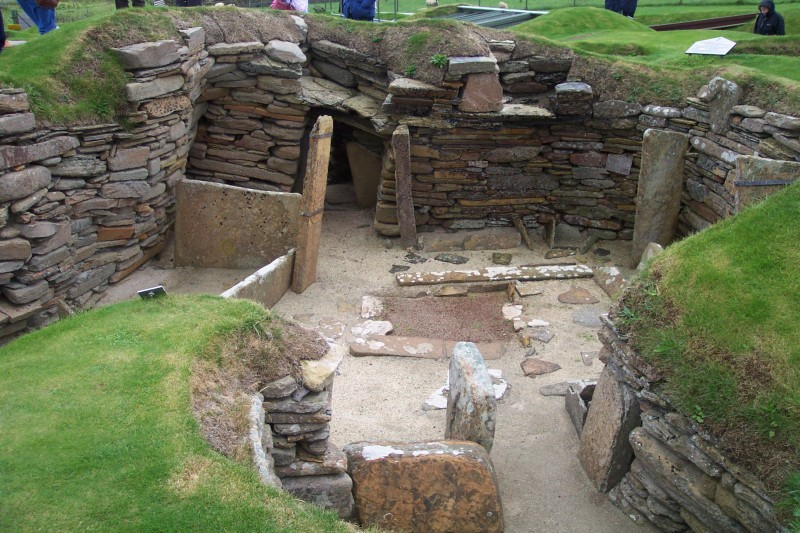
سکارا برای دید در ورودی

در زمستان سال ۱۸۵۰، تندبادی سخت در حزیرهٔ اورکنی سبب خرابی گسترده و مرگ دستکم ۲۰۰ نفر شد.
در خورِ اسْکِیل، تندباد لایه‌های زیرین تپه‌ای بزرگ و غیرعادی موسوم به «سکرابرا» را نمایان ساخت. پس از طوفان، روستاییان محلی شکل اجمالی تعدادی خانهٔ کوچک بدون بام را تشخیص دادند.
ویلیام وات اسکیل، لیردِ محلی، دست به کاوشی غیرحرفه‌ای در محوطهٔ نمایان شده زد. در سال ۱۸۶۸، این کاوش پس از خاک درآوردن چهار خانه متوقف شد.
محوطه تا سال ۱۹۱۳ دست‌نخورده ماند. در آن سال گروهی بیل‌به‌دست وارد محوطه شدند و تعدادی نامعلوم از عتیقه‌ها و دست‌سازه‌ها را با خود بردند.
در سال ۱۹۲۴، تندبادی دیگر بخشی از یکی از خانه‌ها را خراب کرد. تصمیم بر این شد که حفاظت و مطالعهٔ محوطه جدی‌تر دنبال شود.
این امر به استاد استرالیایی دانشگاه ادینبرو وی. گوردون چایلد محول شد. چایلد در میانهٔ سال ۱۹۲۷ برای بار نخست از سکارا بِرای بازدید کرد.

## یادداشت
1. ↑  (به انگلیسی: Skara Brae)
2. ↑  Heart of Neolithic Orkney
3. ↑  Skerrabra

### فهرست منابع
- Bryson, Bill (2010). At home : a short history of private life. London New York: Doubleday. ISBN 978-0-385-60827-5. OCLC 501273601.
- "Skara Brae". The Discovery and Excavation of Orkney's finest Neolithic Settlement. 1929-07-04. Retrieved 2018-09-06.